# 41 км (колійний пост)
41 кілометр — колійний пост Одеської дирекції Одеської залізниці на лінії Побережжя — Підгородна.
Розташований поблизу села Жеребкове Ананьївського району Одеської області між станціями Балта (19 км) та Жеребкове (2 км).
На платформі зупиняються приміські поїзди